# Liste der Länderspiele der Fußballnationalmannschaft der Turks- und Caicosinseln
Diese Liste enthält alle offiziellen (von der FIFA anerkannten) und inoffiziellen Länderspiele der Fußballnationalmannschaft der Turks- und Caicosinseln der Männer.

## Liste der Länderspiele

### 1999
|    | Datum      | Gegner                       | Resultat | Anlass                             | Austragungsort | Bemerkungen                                                          |
| -- | ---------- | ---------------------------- | -------- | ---------------------------------- | -------------- | -------------------------------------------------------------------- |
| 1. | 24.02.1999 | Bahamas                      | 0:3      | Karibikmeisterschaft-Qualifikation | Nassau (BAH)   | Erstes offizielles Länderspiel, Erstes Länderspiel gegen die Bahamas |
| 2. | 26.02.1999 | Amerikanische Jungferninseln | 2:2      | Karibikmeisterschaft-Qualifikation | Nassau (BAH)   | Erstes Länderspiel gegen die Amerikanischen Jungferninseln           |

### 2000 bis 2009
|     | Datum      | Gegner              | Resultat | Anlass                             | Austragungsort    | Bemerkungen                                  |
| --- | ---------- | ------------------- | -------- | ---------------------------------- | ----------------- | -------------------------------------------- |
| 3.  | 18.03.2000 | St. Kitts und Nevis | 0:8      | Weltmeisterschaft-Qualifikation    | Basseterre (SKN)  | Erstes Länderspiel gegen St. Kitts und Nevis |
| 4.  | 21.03.2000 | St. Kitts und Nevis | 0:6      | Weltmeisterschaft-Qualifikation    | Basseterre (SKN)  |                                              |
| 5.  | 27.09.2000 | Cayman Islands      | 0:3      | Freundschaftsspiel                 | George Town (CAY) | Erstes Länderspiel gegen die Kaimaninseln    |
| 6.  | 18.02.2004 | Haiti               | 0:5      | Weltmeisterschaft-Qualifikation    | Miami (USA)       | Erstes Länderspiel gegen Haiti               |
| 7.  | 21.02.2004 | Haiti               | 0:2      | Weltmeisterschaft-Qualifikation    | Miami (USA)       |                                              |
| 8.  | 02.09.2006 | Kuba                | 0:6      | Karibikmeisterschaft-Qualifikation | Havanna (CUB)     | Erstes Länderspiel gegen Kuba                |
| 9.  | 04.09.2006 | Cayman Islands      | 2:0      | Karibikmeisterschaft-Qualifikation | Havanna (CUB)     |                                              |
| 10. | 06.09.2006 | Bahamas             | 2:3      | Karibikmeisterschaft-Qualifikation | Havanna (CUB)     |                                              |
| 11. | 06.02.2008 | St. Lucia           | 2:1      | Weltmeisterschaft-Qualifikation    | Providenciales    | Erstes Länderspiel gegen St. Lucia           |
| 12. | 26.03.2008 | St. Lucia           | 0:2      | Weltmeisterschaft-Qualifikation    | Vieux Fort (LCA)  |                                              |

### 2010 bis 2019
|     | Datum      | Gegner                         | Resultat | Anlass                             | Austragungsort      | Bemerkungen                                             |
| --- | ---------- | ------------------------------ | -------- | ---------------------------------- | ------------------- | ------------------------------------------------------- |
| 13. | 02.07.2011 | Bahamas                        | 0:4      | Weltmeisterschaft-Qualifikation    | Providenciales      |                                                         |
| 14. | 09.07.2011 | Bahamas                        | 0:6      | Weltmeisterschaft-Qualifikation    | Nassau (BAH)        |                                                         |
| 15. | 30.05.2014 | Aruba                          | 0:1      | Karibikmeisterschaft-Qualifikation | Oranjestad (ARU)    | Erstes Länderspiel gegen Aruba                          |
| 16. | 01.06.2014 | Französisch-Guayana            | 0:6      | Karibikmeisterschaft-Qualifikation | Oranjestad (ARU)    | Erstes Länderspiel gegen Französisch-Guayana            |
| 17. | 03.06.2014 | Britische Jungferninseln       | 2:0      | Karibikmeisterschaft-Qualifikation | Oranjestad (ARU)    | Erstes Länderspiel gegen die Britischen Jungferninseln  |
| 18. | 23.03.2015 | St. Kitts und Nevis            | 2:6      | Weltmeisterschaft-Qualifikation    | Basseterre (SKN)    |                                                         |
| 19. | 26.03.2015 | St. Kitts und Nevis            | 2:6      | Weltmeisterschaft-Qualifikation    | Providenciales      |                                                         |
| 20. | 22.03.2018 | Dominikanische Republik        | 0:4      | Freundschaftsspiel                 | Santo Domingo (DOM) | Erstes Länderspiel gegen die Dominikanische Republik    |
| 21. | 08.09.2018 | Kuba                           | 0:11     | CONCACAF Nations League            | Havanna (CUB)       |                                                         |
| 22. | 13.10.2018 | Guyana                         | 0:8      | CONCACAF Nations League            | Providenciales      | Erstes Länderspiel gegen Guyana                         |
| 23. | 18.11.2018 | St. Vincent und die Grenadinen | 3:2      | CONCACAF Nations League            | Providenciales      | Erstes Länderspiel gegen St. Vincent und die Grenadinen |
| 24. | 21.03.2019 | Britische Jungferninseln       | 2:2      | CONCACAF Nations League            | The Valley (AIA)    |                                                         |
| 25. | 10.09.2019 | Guadeloupe                     | 0:3      | CONCACAF Nations League            | Providenciales      | Erstes Länderspiel gegen Guadeloupe                     |
| 26. | 10.10.2019 | Sint Maarten                   | 5:2      | CONCACAF Nations League            | Willemstad (CUW)    | Erstes Länderspiel gegen Sint Maarten                   |
| 27. | 14.11.2019 | Sint Maarten                   | 3:2      | CONCACAF Nations League            | Providenciales      |                                                         |
| 28. | 17.11.2019 | Guadeloupe                     | 0:10     | CONCACAF Nations League            | Les Abymes (GLP)    |                                                         |

### 2020 bis 2029
|     | Datum      | Gegner                       | Resultat  | Anlass                          | Austragungsort      | Bemerkungen                        |
| --- | ---------- | ---------------------------- | --------- | ------------------------------- | ------------------- | ---------------------------------- |
| 29. | 27.03.2021 | Nicaragua                    | 0:7       | Weltmeisterschaft-Qualifikation | San Cristóbal (DOM) | Erstes Länderspiel gegen Nicaragua |
| 30. | 30.03.2021 | Belize                       | 0:5       | Weltmeisterschaft-Qualifikation | San Cristóbal (DOM) | Erstes Länderspiel gegen Belize    |
| 31. | 05.06.2021 | Haiti                        | 0:10      | Weltmeisterschaft-Qualifikation | Providenciales      |                                    |
| 32. | 13.05.2022 | Bahamas                      | 2:4       | Freundschaftsspiel              | Nassau (BAH)        |                                    |
| 33. | 14.05.2022 | Bahamas                      | 2:1       | Freundschaftsspiel              | Nassau (BAH)        |                                    |
| 34. | 03.06.2022 | Bonaire                      | 1.4       | CONCACAF Nations League         | Providenciales      | Erstes Länderspiel gegen Bonaire   |
| 35. | 06.06.2022 | Amerikanische Jungferninseln | 2:3       | CONCACAF Nations League         | Christiansted (VIQ) |                                    |
| 36. | 11.06.2022 | Sint Maarten                 | 2:8       | CONCACAF Nations League         | Willemstad (CUW)    |                                    |
| 37. | 14.06.2022 | Sint Maarten                 | 2:0       | CONCACAF Nations League         | Providenciales      |                                    |
| 38. | 25.03.2023 | Amerikanische Jungferninseln | 1:0       | CONCACAF Nations League         | Providenciales      |                                    |
| 39. | 28.03.2023 | Bonaire                      | 2:1       | CONCACAF Nations League         | Rincon              |                                    |
| 40. | 09.09.2023 | Britische Jungferninseln     | 1:3       | CONCACAF Nations League         | Road Town (VGB)     |                                    |
| 41. | 12.09.2023 | Dominica                     | 0:3       | CONCACAF Nations League         | Providenciales      | Erstes Länderspiel gegen Dominica  |
| 42. | 16.10.2023 | Britische Jungferninseln     | 2:2       | CONCACAF Nations League         | Providenciales      |                                    |
| 43. | 20.11.2023 | Dominica                     | 0:2       | CONCACAF Nations League         | Road Town (VGB)     |                                    |
| 44. | 22.03.2024 | Anguilla                     | 0:0       | Weltmeisterschaft-Qualifikation | The Valley (AIA)    | Erstes Länderspiel gegen Anguilla  |
| 45. | 26.03.2024 | Anguilla                     | 1:1 n. V. | Weltmeisterschaft-Qualifikation | Providenciales      |                                    |
| 46. | 04.09.2024 | Anguilla                     | 0:2       | CONCACAF Nations League         | Providenciales      |                                    |
| 47. | 07.09.2024 | Belize                       | 0:4       | CONCACAF Nations League         | Providenciales      |                                    |
| 48. | 12.10.2024 | Anguilla                     | 2:1       | CONCACAF Nations League         | Belmopan (BLZ)      |                                    |
| 49. | 15.10.2024 | Belize                       | 0:3       | CONCACAF Nations League         | Belmopan (BLZ)      |                                    |